# Selci
Selci és un comune (municipi) de la província de Rieti, a la regió italiana del Laci, situat a uns 45 km al nord de Roma i a uns 25 km al sud-oest de Rieti. A 1 de gener de 2019 la seva població era de 1.100 habitants.
Selci limita amb els següents municipis: Cantalupo in Sabina, Forano, Tarano i Torri in Sabina.